# 岳阳市第三中学
29°22′09″N 113°05′37″E / 29.3692003°N 113.0937117°E
岳阳市第三中学是湖南省岳阳市公办完全中学，曾冠名岳阳县城南中学、岳阳县三中。

## 文化
- 校训：诚朴 尚进 毅勇 创新
- 校风：求知 求实 自尊 自强
- 教风：厚德 厚学 爱生 爱业
- 学风：勤学 勤问 多练 多思
- 校歌：《奔向明天》

## 历任校长
- 海光中 博士
- 周岳森
- 秦文熙
- 文家驹
- 张立人
- 毛秉厚
- 何勇